# Friedrich Alexander von Bismarck-Bohlen
El conde Friedrich Alexander von Bismarck-Bohlen (25 de junio de 1818, Karlsburg cerca de Wolgast-9 de mayo de 1894, ibídem) fue un general prusiano y hombre de la política alemana. 

## Origen
Friedrich Alexander era un vástago de la familia noble von Bismarck. Era el hijo mayor del teniente general prusiano Theodor von Bismarck-Bohlen (1790-1873) y de su esposa Caroline, de soltera condesa von Bohlen (1798-1858). El canciller del Reich, Otto von Bismarck, era un primo lejano.

## Historia
Friedrich Alexander von Bismarck-Bohlen es educado desde joven en el cuerpo de cadetes en Berlín, de donde es transferido en 1835 como subteniente al 1º Regimiento de dragones de la Guardia del Ejército prusiano. En 1842, es puesto a las órdenes del príncipe Adalberto de Prusia, con el que visita Brasil y otros países de ultramar. En 1846, se convierte en consejero militar del príncipe Federico Carlos Nicolás de Prusia, mientras que este estudia en la Universidad de Bonn.
Una ordenanza, emitida por un consejo de guerra durante la guerra franco-prusiana de 1870, instituye un gobierno general de Alsacia que es confiado al general von Bismarck-Bohlen, el 14 de agosto de 1870 en Herny en el departamento de Mosela, cuando se inicia el bombardeo de la villa de Estrasburgo sitiada desde el 12 de agosto.
La misión del gobernador es de asumir los poderes civiles y militares en los dos departamentos alsacianos en espera de una anexión eventual. A partir del 26 de agosto del mismo año, el gobernador von Bismarck-Bohlen recibe el refuerzo de un comisario civil, von Kühlwetter, que toma Haguenau como su cuartel.

## Familia
Friedrich Alexander von Bismarck-Bohlen se casó con Pauline von Below (1825-1889), hija del teniente general Wilhelm von Below y de su esposa Auguste, de soltera Zimmermann. La pareja tuvo los hijos siguientes:
- Karoline (1851-1912), se casó el 28 de diciembre de 1871 en Karlsburg con Georg Werner von Arnim-Muskau (1845-1881); se casó el 24 de julio de 1889 en Mellenau con Traugott Hermann von Arnim-Muskau (1839-1919), su cuñado.
- Friedrich Karl (1852-1901), oficial de dragones, diputado de Reichstag (1898-1901) ⚭ Helene von Tiele-Winckler (1861-1932).
- Theodor Wilhelm Eberhard (1854-1894), casado el 1 de septiembre de 1880 en Miechowitz con Elisabeth von Behr-Negendank (1861-1936),[4] hija de Ulrich von Behr-Negendank.
- Marie (1855-1929), casada el 27 de noviembre de 1879 en Karlsburg con Hans von Kanitz (1841-1913).
- Johannes Ernst Adolf Karl (1864-1920), casado el 13 de enero de 1897 con Klara Pauline von Wedel (1872-1946), hija de Wilhelm von Wedel-Piesdorf.